# Поттервілл (Мічиган)
Поттервілл (англ. Potterville) — місто (англ. city) в США, в окрузі Ітон штату Мічиган. Населення — 3055 осіб (2020).

## Географія
Поттервілл розташований за координатами 42°37′40″ пн. ш. 84°44′47″ зх. д. / 42.62778° пн. ш. 84.74639° зх. д. (42.627723, -84.746526).  За даними Бюро перепису населення США в 2010 році місто мало площу 4,72 км², з яких 4,36 км² — суходіл та 0,36 км² — водойми.

## Демографія
Згідно з переписом 2010 року, у місті мешкало 2617 осіб у 952 домогосподарствах у складі 702 родин. Густота населення становила 555 осіб/км².  Було 1112 помешкання (236/км²).
Расовий склад населення:
| - 94,2 % — білих - 1,3 % — чорних або афроамериканців - 0,6 % — корінних американців - 0,5 % — азіатів |

До двох чи більше рас належало 2,6 %. Частка іспаномовних становила 5,7 % від усіх жителів.
За віковим діапазоном населення розподілялося таким чином: 31,2 % — особи молодші 18 років, 61,7 % — особи у віці 18—64 років, 7,1 % — особи у віці 65 років та старші. Медіана віку мешканця становила 32,4 року. На 100 осіб жіночої статі у місті припадало 94,7 чоловіків;  на 100 жінок у віці від 18 років та старших — 91,8 чоловіків також старших 18 років.
Середній дохід на одне домашнє господарство  становив 57 619 доларів США (медіана — 50 341), а середній дохід на одну сім'ю — 63 718 доларів (медіана — 57 962). Медіана доходів становила 44 083 долари для чоловіків та 41 739 доларів для жінок. За межею бідності перебувало 12,9 % осіб, у тому числі 17,2 % дітей у віці до 18 років та 6,1 % осіб у віці 65 років та старших.
Цивільне працевлаштоване населення становило 1223 особи. Основні галузі зайнятості: публічна адміністрація — 15,7 %, освіта, охорона здоров'я та соціальна допомога — 15,5 %, роздрібна торгівля — 14,3 %.